# Río Pangal (Aysén)
El río Pangal es un curso natural de agua en la Región de Aysén que desemboca en el río Los Palos poco antes de que este desemboque en el río Aysén

## Trayecto
El río Pangal nace muy cercano a los cabezales del río Picacho, es decir de los afluentes del lago Presidente Roosevelt, pero se dirige hacia el sur derechamente como si fuese a desembocar en el río Aysén, pero unos 6 km antes se desvía hacia el oeste y desemboca en el río Los Palos, ya poco antes de la desembocadura de este en el río Aysén. En el giro hacia el oeste le cae por su izquierda el río Claro, que tiene un corto desarrollo de 10 km.
La longitud del río Pangal es de unos 40 km.: 542 

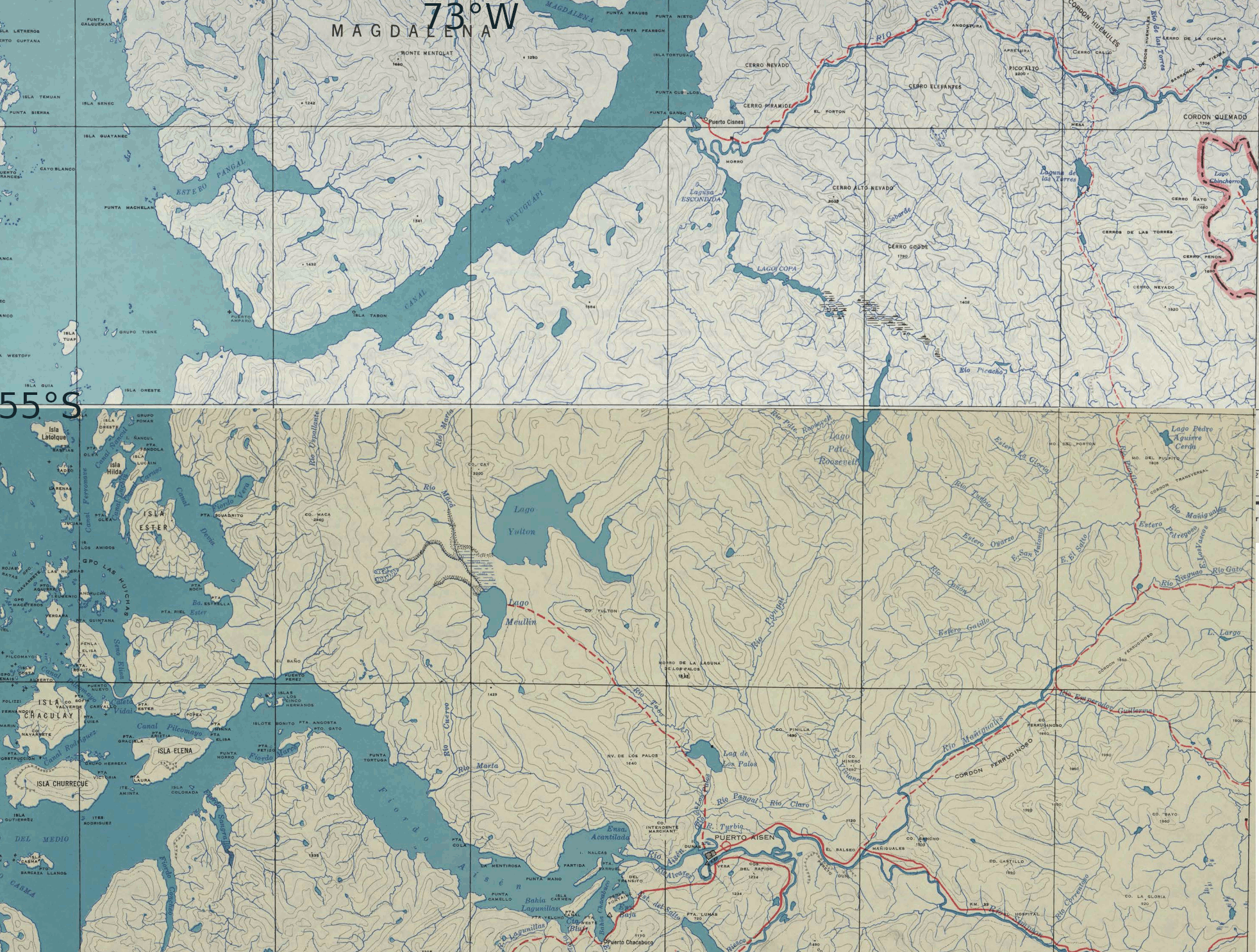
Interfluvio inferior entre el río Cisnes y el río Aysén.